# Roldán
Roldán, también llamado en español Rolando u Orlando (en francés: Roland; en navarro: Roldane; en fráncico, Hrōþiland; en catalán: Rotllà; en euskera: Errolan; en occitano: Rotland), fue un comandante histórico de los francos al servicio de la marca bretona, responsable de defender la frontera de la Francia carolingia contra los bretones. Murió en la batalla de Roncesvalles a manos de los vascones el 15 de agosto de 778. Su vida se ha convertido en leyenda literaria, notablemente en el ciclo literario conocido como la materia de Francia. El único testimonio histórico de su existencia aparece en Vita Karoli Magni de Eginardo, que lo menciona como parte de la retaguardia franca que murió a manos de los vascones en Iberia en la batalla antes mencionada.
Según la leyenda, Roldán era sobrino de Carlomagno como el supuesto hijo de su hermana, Gisela. La historia de la muerte de Roldán en la batalla de Roncesvalles fue embellecida en la literatura medieval tardía y renacentista. El primero y más famoso de estos tratamientos épicos fue el Cantar de Roldán, un cantar de gesta destacado de la literatura medieval cuyo manuscrito más antiguo data del siglo XI. Dos obras maestras de la poesía italiana renacentista, el Orlando Innamorato (de Matteo Maria Boiardo) y el Orlando Furioso (de Ludovico Ariosto), están aún más desconectados de la historia real que los cantares previos, de manera similar al Morgante de Luigi Pulci. Roldán es asociado poéticamente con su espada Durandarte, su caballo Veillantif y su olifante.
A finales del siglo XVII, el compositor barroco francés Jean-Baptiste Lully escribió una ópera titulada Roland, basada en la historia del personaje.

## Leyenda
La leyenda ha bordado su historia en el relato épico del noble cristiano muerto por fuerzas sarracenas, que forma parte de la temática de la materia de Francia. El acontecer de Roldán se narra en el Cantar de Roldán, poema cuya fecha exacta de composición no se ha determinado aún,  Allí, Roldán es armado con un cuerno y una espada llamada Durandarte. En el cantar puede vislumbrarse una notable defensa hacia el cristianismo de las cruzadas, mostrándose la postura de Occidente: la defensa del cristianismo contra el islam.
En lengua castellana, la obra más importante en que aparece Roldán/Orlando es el poema épico El Bernardo, escrito en el Virreinato de la Nueva España (hoy México), por Bernardo de Balbuena y publicado en las prensas de Diego Flamenco en Madrid en 1624.
En inglés se puede apreciar en la novela Orlando de Virginia Woolf la tradición posterior del muy popular personaje en literatura en italiano, sobre todo en el siglo XVI, que lleva a la épica como en el Orlando furioso, de Ludovico Ariosto, continuación del Orlando enamorado, de Matteo Maria Boiardo. 

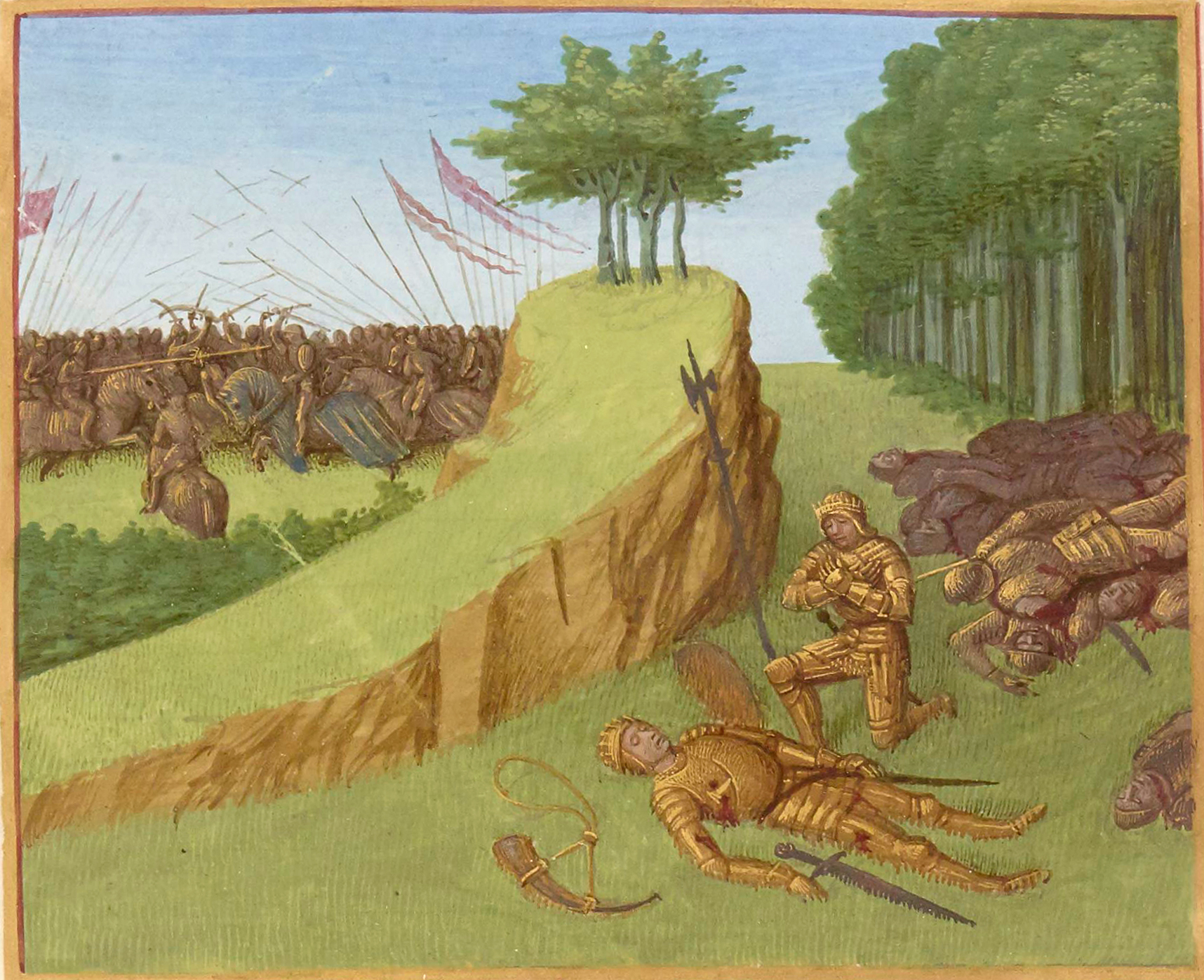
Batalla de Roncesvalles (778). Muerte de Roldán, en las Grandes Crónicas de Francia, ilustradas por Jean Fouquet, Tours, hacia 1455-1460, BNF.

Este personaje ha estado rodeado desde hace siglos de un halo mitológico. Por esto podemos encontrar entre Roncesvalles y Mezquíriz los llamados «Pasos de Roldán», en la costa frente a Hendaya las «Rocas de Roldán», supuestamente arrojadas por él desde las Peñas de Aya, la «Brecha de Roldán», abertura pétrea en el parque nacional de Ordesa y Monte Perdido abierta, según la leyenda, por Roldán para el paso de su ejército hacia territorio galo, o el denominado «Pierrondán», supuesta huella del pie de Roldán en el término de Fuencalderas, en la comarca aragonesa de las Cinco Villas. También en el Parque natural de la Sierra y los Cañones de Guara, en el pre-Pirineo oscense, está el Salto de Roldán, dos peñas que según la leyenda, Roldán tuvo que saltar para escapar de sus perseguidores en su regreso a Francia, muriendo el caballo por tamaña gesta y teniendo que continuar a pie, hasta llegar a Ordesa.

### Pirineos

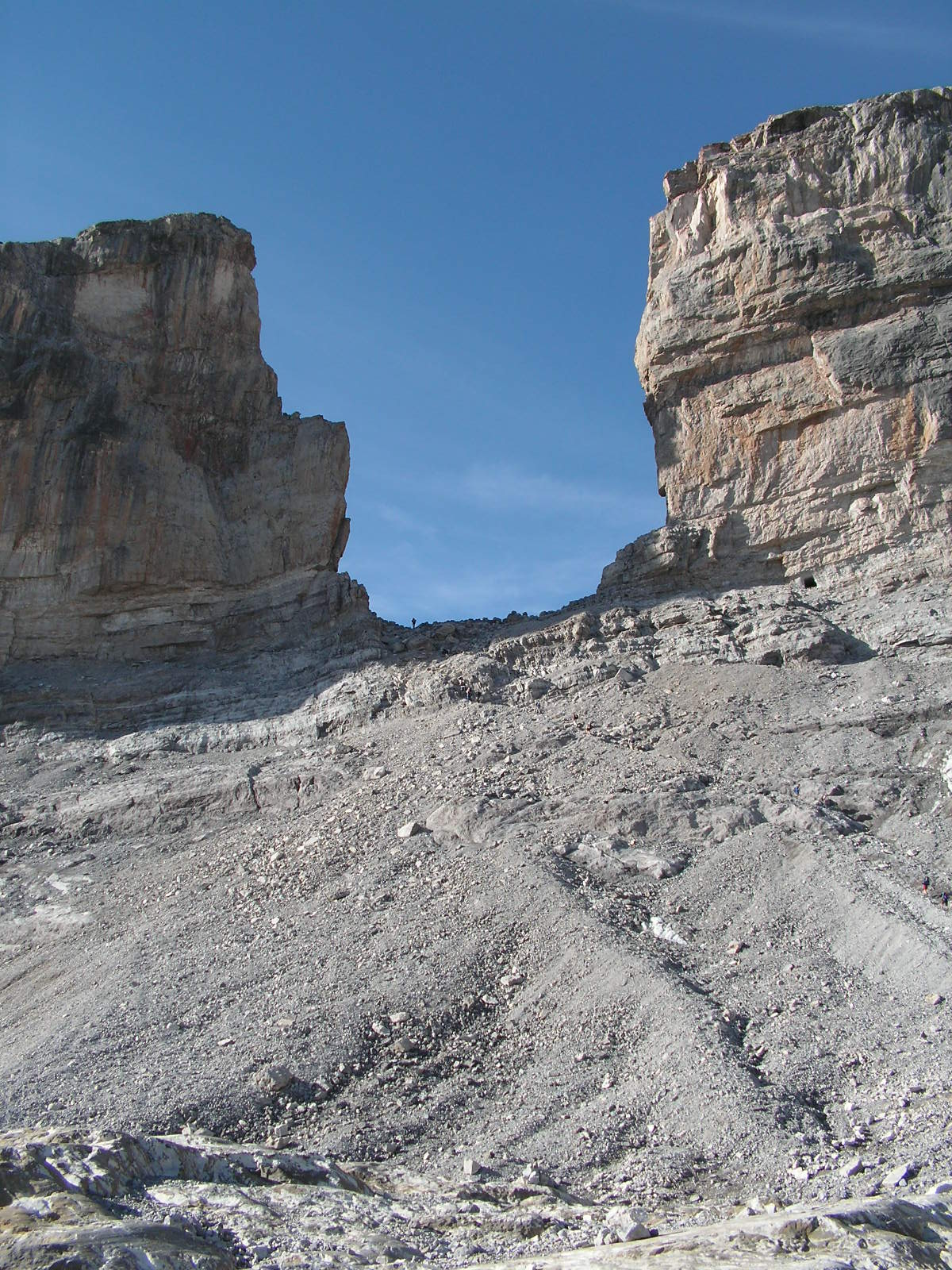
La breche de Roland.

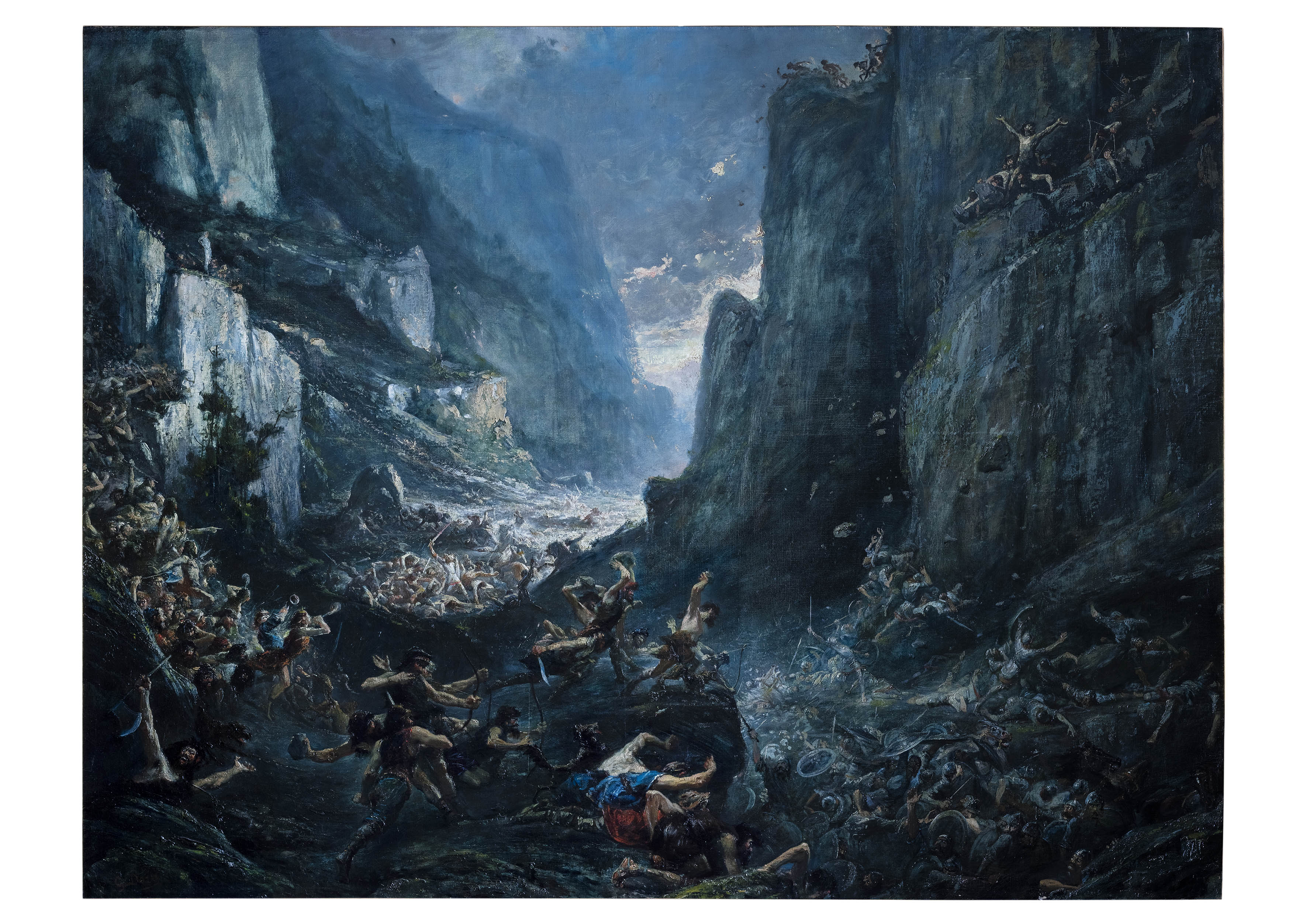
Roland à Roncevaux, óleo sobre toile de Gustave Doré, colección privada, París.

Las leyendas vinculadas a Roldán forman parte de la mitología pirenaica. Roldán se convirtió en un gigante y dejó huellas de su paso por todas partes a ambos lados de la cordillera.
La leyenda atribuye la Brèche de Roland, un gigantesco tajo natural en la pared de acantilados situados en el perímetro del circo de Gavarnie, a los golpes propinados por el héroe para romper su espada Durandal que contenía en su empuñadura un diente de San Pedro. Otras leyendas mencionan un redescubrimiento de Durandal; en 1845, según el viajero inglés R. Ford, era visible en Madrid; cuando el esotérico escritor Fulcanelli escribió El misterio de las catedrales (1922), Durandal estaba en un cofre sellado en la roca y encadenado, en Rocamadour; en 1968, según el profesor Gómez Tabanera, en un pequeño pueblo del Pirineo (sin más datos), las mujeres estériles que deseaban tener un hijo se pasaban la espada de Roldán  por el estómago.
Al sur, en el Alto Aragón, el Salto de Roldán está formado por dos picos distantes, separados por un precipicio por el que se dice que saltó su caballo (Veillantif, el caballo de Roldán, estaba a la altura de su amo, y sus huellas son numerosas). Hay muchos Pas de Roland, pasadizos cortados en la roca. Hay innumerables rocas utilizadas por Roland para jugar al tejo, marcas de sus pasos excavadas en la roca, etc.
En el País Vasco, la infancia de Roland es un tema recurrente: un pastor encuentra a un niño recién nacido (Roland, por tanto vasco) amamantando a una de sus vacas. El niño crece y revela una fuerza fenomenal. De adulto, tiene forjada una makila de hierro, "grande como una viga". Sale a luchar contra los Mairiak. A menudo le acompaña Olivier (el Buck), pero también Sansón (también vasco), con quien compite en hazañas. A menudo se encuentran las características y los temas atribuidos a Juan del Oso: la fuerza sobrehumana ejercida involuntariamente contra los compañeros de escuela, el bastón de hierro, los compañeros.

## El Cantar de Roldán
El Cantar de Roldán (en francés Chanson de Roland, también conocida como Chanson de Rollant, Chanson de Roncevaux o Roman de Roncevaux.) es un poema épico y una canción de gesta del siglo XI atribuido a veces, sin certeza a Turoldo (El sustantivo femenino "gesta" tiene un doble significado, ya que designa tanto la acción militar como los lazos familiares:" [...]canciones de hazañas heroicas ambientadas en un linaje pasado"). La versión traducida al español de la última línea del manuscrito dice: "Esta es la gesta que Turoldo relató".) Han llegado hasta nosotros nueve manuscritos, de los cuales uno, el manuscrito de Oxford) de principios del siglo XII, el más antiguo y completo, está en anglo-normando. Este último, identificado en 1835, es considerado por los historiadores como el manuscrito autorizado. Por tanto, es a la que se hace referencia cuando se habla del Cantar de Roldán.
El Cantar de Roldán contiene cuatro mil dos versos (en su versión más antigua; cuenta nueve mil en un manuscrito de finales del siglo XIII) en francés antiguo divididos en estrofas asonantes, transmitidos y difundidos en canciones por los troubadours y juglares. Se inspiró, tres siglos más tarde, en la fatal batalla en los Pirineos del caballero Roldán, prefecto de la Marca de Bretaña y sus compañeros de armas contra una fuerza aún identificada con dificultad, posiblemente vascos.

## Símbolo de la libertad de ciudades

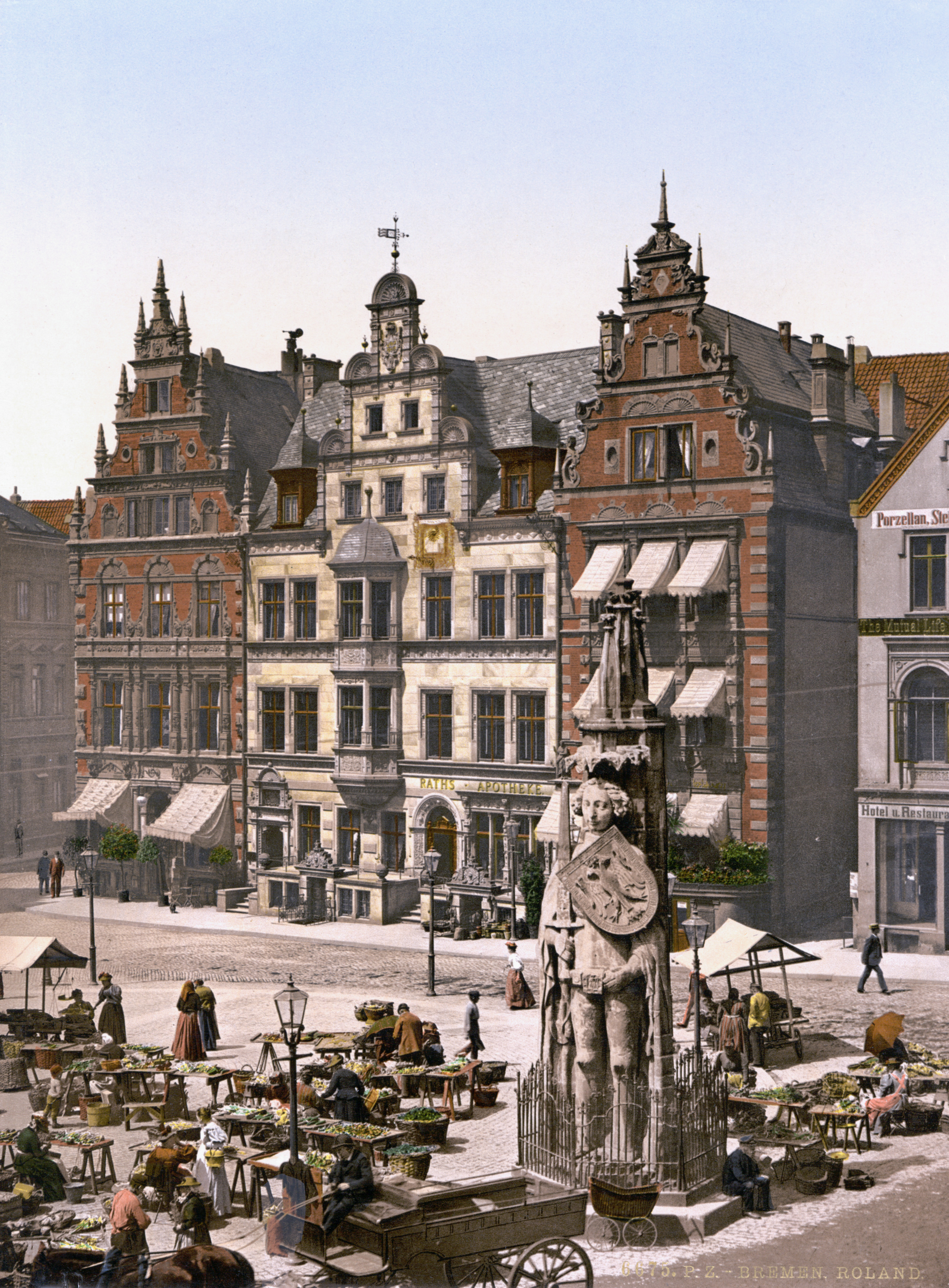
El Roldán en la ciudad de Bremen, hacia 1900.

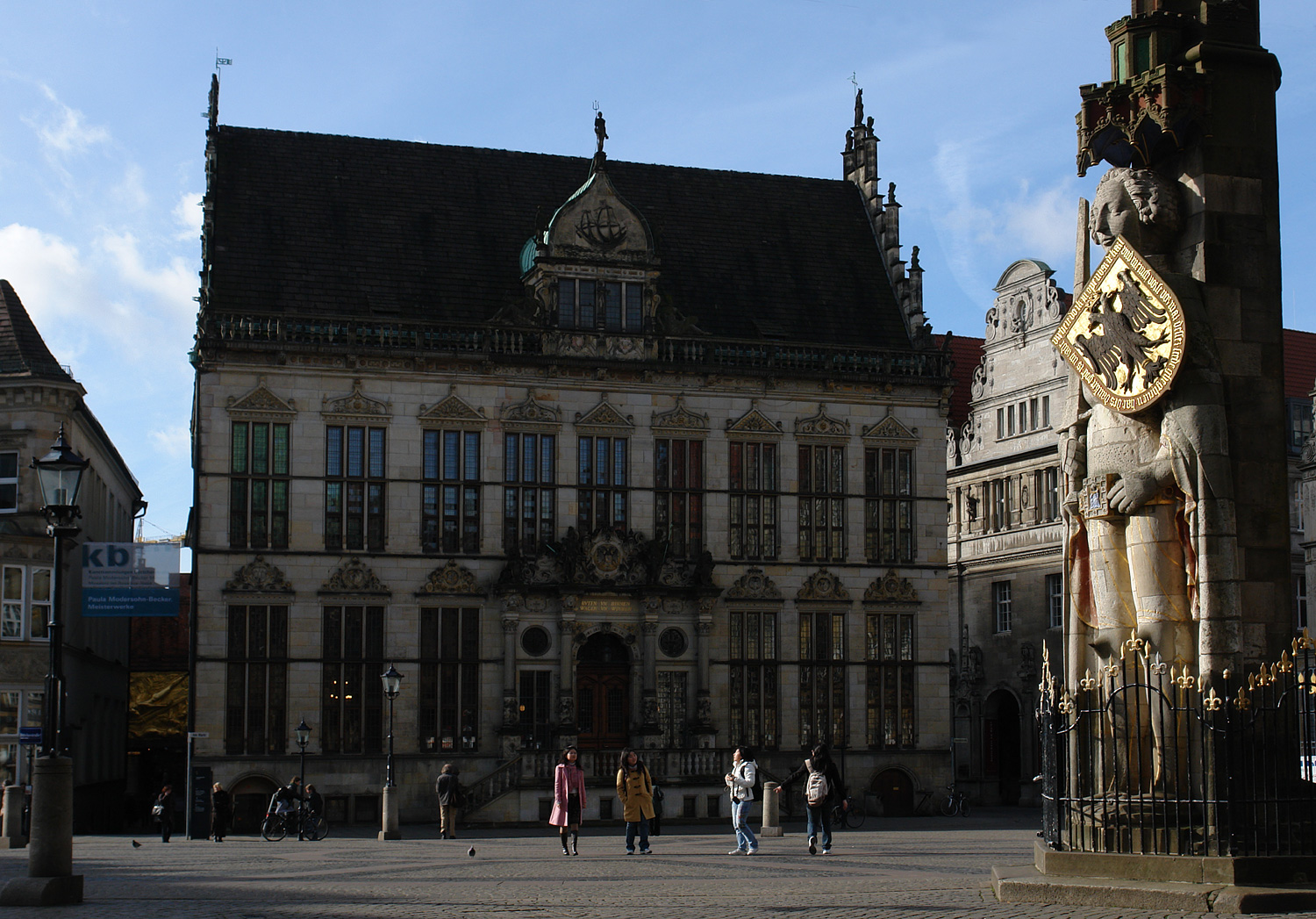
Imagen de 2008 de la Estatua de Roldán en la Plaza del Ayuntamiento de Bremen.

Como Paladín del poderoso rey Carlos, Roldán se convirtió en símbolo de la libertad de las ciudades frente al Príncipado Arzobispado desde el siglo XIV, también bajo la influencia de Carlos IV. Como signo de esta libertad, se erigieron estatuas de Roldán en muchas ciudades. Esto se extendió especialmente en el área cultural alemana. Es especialmente conocido el Roldán de Bremen, erigido en 1404 en Bremen, cuyo predecesor de madera se dice que fue quemado por encargo del impopular príncipe-arzobispo Alberto II de Bremen. Entre los ciudadanos de Bremen, se considera una advertencia contra el ataque a la ciudad y los derechos civiles.